# Équipe d'Argentine féminine de football
Cet article traite de l'équipe féminine. Pour l'équipe masculine, voir Équipe d'Argentine de football.
Maillots
L'équipe d'Argentine féminine de football est l'équipe nationale qui représente l'Argentine dans les compétitions majeures de football féminin : la Coupe du monde féminine de football, les Jeux olympiques d'été et la Sudamericano Femenino. Elle est sous l'égide de la Fédération d'Argentine de football, membre de la FIFA et du CONMEBOL.
La sélection argentine fait partie des deux nations qui dominent le continent sud-américain avec le Brésil. Qualifiée à 4 reprises pour des éditions de la Coupe du monde, elle n'est jamais parvenue à franchir le premier tour, en revanche en Sudamericano Femenino, elle est la première sélection à avoir battu le Brésil lors de la finale de l'édition 2006 et y a décroché son seul titre dans une compétition internationale. À noter que l'Argentine s'est qualifiée à une reprise pour les Jeux olympiques d'été, en 2008. Elle occupe actuellement la 34e place au classement FIFA.
Elles évoluent dans les mêmes couleurs que l'équipe d'Argentine masculine c'est-à-dire maillot rayé bleu et blanc, short noir et chaussettes blanches. Comme l'équipe masculine, la sélection féminine est surnommée la Albiceleste, d'après les couleurs de son maillot qui provient de celle du drapeau national.

## Histoire
Bien avant la création officielle de la sélection nationale, une équipe de joueuses argentines dispute la Coupe du monde féminine de 1971, une compétition non reconnue par la FIFA, où l'Argentine termine quatrième avec une victoire (4-1 contre l'Angleterre) et trois défaites.
L'Argentine dispute son premier match international officiel lors d'une rencontre amicale contre le Chili le 3 décembre 1993 à Santiago avec une victoire 3-2. Deux ans plus tard, elle participe à sa première compétition internationale à l'occasion de la Sudamericano Femenino 1995, elle termine finaliste de la compétition derrière le Brésil et se positionne comme deuxième nation forte du continent sud-américain. En revanche, cette place de finaliste ne lui permet pas de se qualifier pour la coupe du monde 1995 en Suède et pour les Jeux olympiques de 1996 à Atlanta.
Lors de la Sudamericano Femenino 1998, elle confirme son rang de seconde nation sud-américaine en parvenant de nouveau en finale après avoir battue le Pérou en demi-finale aux tirs au but (1-1 ; 5-4 aux t.a.b.) mais est battue sèchement par le Brésil sur le score de 7-1, cette place de finaliste l'oblige à disputer des matchs de barrage de qualification pour la coupe du monde 1999 contre le Mexique (arrivé seconde de la zone CONCACAF derrière le Canada, les États-Unis étant déjà qualifiés en tant que pays hôte) mais elle est éliminée par cette dernière (battue 3-1 au Mexique et 3-2 à Buenos Aires).
En 2003, l'Argentine, après s'être qualifiée dans un premier tour en battant le Paraguay (3-0) et l'Uruguay (8-0) pour terminer première de son groupe, accède au tournoi final de la Sudamericano Femenino 2003 qui regroupe quatre équipes (Argentine, Brésil, Colombie et Pérou), elle termine seconde de ce tournoi après avoir battue la Colombie 3-2, tenue en échec le Pérou (1-1) et avoir été battue par le Brésil (2-3). Cette seconde place lui permet de se qualifier pour la première fois de son histoire en coupe du monde qui a lieu la même année aux États-Unis. Pour préparer l'évènement, elle dispute les Jeux panaméricains de Saint-Domingue, elle termine quatrième de la compétition après des défaites contre le Brésil (1-2) et le Mexique en match de classement (1-4). Pour sa première participation à la coupe du monde, l'Argentine termine dernière de son groupe avec trois défaites en autant de matchs : défaites contre le Japon (0-6), le Canada (0-3) et l'Allemagne (1-6), elle aura encaissé quinze buts pour un seul marqué face aux futures championnes du monde. Elle ne participe pas aux Jeux olympiques de 2004 à Athènes car la CONMEBOL a décidé d'attribuer la qualification au Brésil en raison de ses victoires en Sudamericano Femenino 2003 et des Jeux panaméricains 2003.
Trois ans plus tard, durant la Sudamericano Femenino 2006 organisée en Argentine, l'Argentine parvient à terminer première de son groupe lors de la phase de poule avec quatre victoires (2-1 contre l'Uruguay, 8-0 contre le Chili, 1-0 contre l'Équateur et 6-0 contre la Colombie) et se qualifie pour le tournoi final qui se dispute entre quatre nations (Argentine, Brésil, Paraguay et Uruguay). Tenue en échec lors du premier match par le Paraguay 0-0, elle domine ensuite l'Uruguay 2-0, le troisième match décisif contre le Brésil voit la victoire surprise de l'Argentine 2-0 qui remporte pour la première fois la compétition mettant ainsi fin à l'invincibilité des Brésiliennes dans cette compétition depuis sa création. Il s'agit du premier titre décroché par la sélection argentine, lui permettant par la même occasion de se qualifier pour la coupe du monde 2007. Durant l'été 2007, elle participe de nouveau aux Jeux panaméricains pour sa préparation, elle sera éliminée dès le premier tour malgré une victoire acquise contre le Mexique (1-0), mais elle est battue ensuite par les États-Unis (0-3). Forte de son titre continental, les Argentines misent beaucoup sur cette coupe du monde pour évaluer les efforts effectués ces dernières années, mais lors du match d'ouverture contre les tenantes du titre allemandes, elles subissent leur plus large défaite de leur histoire sur le score de 11-0. Elles ont du mal à se remettre en confiance, comme le prouvent les deux matchs suivants qu'elles perdent également contre le Japon (0-1) et l'Angleterre (1-6), terminant comme quatre ans plus tôt à la dernière place de leur groupe avec trois défaites.
Les Argentines réussissent toutefois une performance sensiblement meilleure lors de la Coupe du monde 2019, sans pour autant passer le premier tour. Placée dans le groupe D, les Argentines opposent une résistance farouche et se montrent irréprochables en défense face au Japon, qui est contraint au match nul (0-0). Lors de la seconde journée, les Argentines se montrent à nouveau héroïques défensivement face à l'Angleterre, l'autre favori du groupe, ne s'inclinant contre les Three Lionesses que d'une courte tête (0-1, but de Jodie Taylor à la 61e minute de jeu), la gardienne Correa ayant notamment repoussé un penalty de l'attaquante anglaise Nikita Parris peu avant la demi-heure de jeu. Lors de la dernière journée face à l'Écosse, déjà défaite à deux reprises, les Argentines doivent l'emporter pour espérer figurer parmi les quatre meilleurs troisièmes ou deuxièmes du groupe grâce à un meilleur goal-average en cas de revers concomitant des Japonaises face à l'Angleterre. Cependant ce sont les Écossaises qui prennent initialement le match par le bon bout et pensaient avoir réalisé le plus dur en menant 3-0 à la 69e minute. Mais les Argentines réaliseront une remontada en inscrivant 3 buts dans les 16 dernières minutes de la partie, dont un penalty à retirer dans les arrêts de jeu du match à la suite d'une consultation de la VAR pour une position avancée de la gardienne écossaise qui n'avait pas au moins un pied sur sa ligne. L'Argentine, qui avait besoin d'inscrire un quatrième but pour se qualifier et même chiper la seconde place aux Japonaises, battues face à l'Angleterre (0-2) grâce à un meilleur goal-average, est finalement troisième avec 2 points et ne parvient pas à finir parmi les quatre meilleurs troisièmes, les rencontres Cameroun/Nouvelle-Zélande du groupe E et Thaïlande/Chili du groupe F disputées le lendemain ne s'étant pas conclues sur des scores de parité.
L'Argentine se qualifie pour l'édition suivante, sans réussir une nouvelle fois à franchir le premier tour. Placée dans le groupe G, La Albiceleste est d'abord battue en fin de match par l'Italie (0-1) avant de tenir en échec l'Afrique du Sud (2-2 en inscrivant 2 buts en l'espace de 4 minutes en 2e mi-temps après avoir été mené 0-2). Dans l'obligation de l'emporter face à la Suède, déjà assurée de la qualification et qui n'avait besoin que d'un point pour conserver sa place de leader, pour espérer continuer l'aventure ; les Sud-Américaines ne créent pas l'exploit et s'inclinent (0-2), synonyme de dernière place du groupe et d'élimination dès les poules pour la 4e fois de son histoire.

## Classement FIFA
| Année               | 2003 | 2004 | 2005 | 2006 | 2007 | 2008 | 2009 | 2010 | 2011 | 2012 | 2013 | 2014 | 2015 | 2016 | 2017 | 2018 | 2019 | 2020 | 2021 | 2022 |
| ------------------- | ---- | ---- | ---- | ---- | ---- | ---- | ---- | ---- | ---- | ---- | ---- | ---- | ---- | ---- | ---- | ---- | ---- | ---- | ---- | ---- |
| Classement mondial  | 38   | 37   | 36   | 31   | 29   | 28   | 27   | 28   | 35   | 36   | 118  | 36   | 35   | 128  | 36   | 36   | 34   | 31   | 34   | 29   |
| Classement Conmebol | 3    | 3    | 3    | 2    | 2    | 2    | 2    | 2    | 3    | 3    |      | 3    | 3    |      | 3    |      | 3    | 3    | 3    | 3    |

## Parcours dans les compétitions internationales
Le football féminin au niveau des sélections nationales en Amérique du Sud est organisé autour de trois grandes compétitions internationales : la Coupe du monde mis en place en 1991 par la FIFA qui réunit les meilleures nations mondiales et où tous les continents y ont leur(s) représentant(s), les Jeux olympiques mis en place en 1996 par le CIO qui autorise une compétition de football féminin (sans restriction d'âge contrairement aux hommes) où tout comme la Coupe du monde chaque continent dispose d'un représentant ou plus, enfin la Copa América féminine mise en place par le CONMEBOL qui est un tournoi continental où seules les sélections sud-américaines y sont réunies. Il existe d'autres tournois comme les Jeux panaméricains, mais qui revêtent d'une importance moindre par rapport aux trois autres compétitions et sont disputés en général dans le cadre d'une préparation à un mondial.

### Parcours enCoupe du monde
| Édition | Performance   | J  | V | N | D | Bp | Bc |
| ------- | ------------- | -- | - | - | - | -- | -- |
| 1991    | Non qualifiée | -  | - | - | - | -  | -  |
| 1995    | Non qualifiée | -  | - | - | - | -  | -  |
| 1999    | Non qualifiée | -  | - | - | - | -  | -  |
| 2003    | 1er tour      | 3  | 0 | 0 | 3 | 1  | 15 |
| 2007    | 1er tour      | 3  | 0 | 0 | 3 | 1  | 18 |
| 2011    | Non qualifiée | -  | - | - | - | -  | -  |
| 2015    | Non qualifiée | -  | - | - | - | -  | -  |
| 2019    | 1er tour      | 3  | 0 | 2 | 1 | 3  | 4  |
| 2023    | 1er tour      | 3  | 0 | 1 | 2 | 2  | 5  |
| Total   | 4/9           | 12 | 0 | 3 | 9 | 7  | 42 |

Le tableau ci-contre récapitule les performances de l'Argentine en coupe du monde. Les Argentines ne se sont qualifiées qu'à 4 reprises en Coupe du monde (en 2003, 2007, 2019 et en 2023), sans parvenir à remporter un seul match.
Figurant parmi les quelques nations sud-américaines à avoir participé à une phase finale de coupe du monde avec le Brésil, la Colombie, l’Équateur et le Chili, l'Argentine avec ses 4 participations présentent un bilan peu honorable avec 4 éliminations au premier tour de la compétition, de plus elle fut battue dans la plupart de ses matchs (9 défaites et seulement 3 matchs nuls en 12 matchs) avec 7 buts inscrits pour 42 encaissés.

### Parcours auxJeux olympiques d'été
À trois reprises, elle a eu la possibilité de se qualifier pour les Jeux olympiques, mais fut à chaque fois devancée par ses voisines brésiliennes. Elle obtient sa qualification pour le tournoi 2008, sans passer le premier tour avec 3 défaites en 3 matchs. Elle ne se qualifie plus par la suite, devancée par le Brésil, voire la Colombie ou le Chili.
- 1996 : Non qualifiée
- 2000 : Non qualifiée
- 2004 : Non qualifiée
- 2008 : 1er tour
- 2012 : Non qualifiée
- 2016 : Non qualifiée
- 2020 : Non qualifiée
- 2024 : Non qualifiée

### Parcours enCopa América féminine
Le tableau ci-contre récapitule les performances de l'Argentine en Sudamericano Femenino/Copa América féminine. Absente en 1991, elles terminent à l'occasion des éditions 1995, 1998 et 2003 à la place de dauphin derrière le Brésil. En 2006, elles réussissent à détrôner le Brésil en parvenant à les battre et devient la seconde nation à inscrire son nom au palmarès de cette compétition en infligeant ainsi la première défaite des Brésiliennes de leur histoire dans cette compétition sur le score de 2-0. En 2010, les tenantes du titre finissent à la quatrième place de la compétition.

### Autres tournois
À deux occasions, l'Argentine a pris part aux Jeux panaméricains, en 2003 à Saint-Domingue elle prend la quatrième place (battue 4-1 par le Mexique dans le match de classement pour la troisième place). En 2007 au Brésil, elle ne parvient pas à se qualifier pour les demi-finales en raison de sa troisième place dans son groupe derrière les États-Unis et le Mexique. Il en est de même en 2011 au Mexique, les Argentines terminant dernières de leur groupe derrière le Brésil, le Canada et le Costa Rica.